# Ель-Байт
Ель-Байт (араб. استاد البيت) — це футбольний стадіон з висувним дахом, розташований у місті Ель-Хаур у Катарі, приблизно за 35 км від Дохи. Споруджений спеціально для проведення Чемпіонату світу з футболу 2022.

## Плани
На стадіоні має відбутися  матч-відкриття Чемпіонату світу 2022. ФІФА та оргкомітет підтвердили, що перший матч чемпіонату заплановано на 21 листопада та за участі 60 000 глядачів. Назва «Ель-Байт» відсилає до тентів, які історично використовувалися кочовими народами країни та регіону Перської затоки. Дизайн арени нагадує традиційний арабський намет — символ арабської гостинності. Стадіон має висувний дах, який захищає усіх глядачів.
Ель-Байт є другим найбільшим стадіоном, який приймає матчі Чемпіонату світу 2022, після Лусаїл-Айконік. По завершенню турніру місткість стадіону планують зменшити до 32 000 глядачів, а надлишок сидінь віддадуть іншим країнам.

## Кубок Арабських націй 2021
Ель-Байт прийняв 5 матчів Кубку Арабських націй 2021.
| Дата              | Час (UTC+3) | Команда 1 | Рахунок  | Команда 2 | Стадія     | К-кість глядачів |
| ----------------- | ----------- | --------- | -------- | --------- | ---------- | ---------------- |
| 30 листопада 2021 | 19:30       | Катар     | 1:0      | Бахрейн   | Група A    | 47 813           |
| 6 грудня 2021     | 22:00       | Катар     | 3:0      | Ірак      | Група A    | 23 008           |
| 3 грудня 2021     | 22:00       | Сирія     | 2:0      | Туніс     | Група B    | 15 913           |
| 10 грудня 2021    | 22:00       | Катар     | 5:0      | ОАЕ       | 1/4 фіналу | 63 439           |
| 18 грудня 2021    | 18:00       | Туніс     | 0:2 (дч) | Алжир     | Фінал      | 60 456           |

## Чемпіонат світу 2022
На стадіоні Ель-Байт пройде 9 матчів Чемпіонату світу 2022.
| Дата              | Час (UTC+3) | Команда 1  | Рахунок | Команда 2 | Стадія     | К-кість глядачів |
| ----------------- | ----------- | ---------- | ------- | --------- | ---------- | ---------------- |
| 20 листопада 2022 | 18:00       | Катар      | 0:2     | Еквадор   | Група A    | 67 372           |
| 23 листопада 2022 | 13:00       | Марокко    | 0:0     | Хорватія  | Група F    | 59 407           |
| 25 листопада 2022 | 22:00       | Англія     | 0:0     | США       | Група B    | 68 463           |
| 27 листопада 2022 | 22:00       | Іспанія    | 1:1     | Німеччина | Група E    | 68 895           |
| 29 листопада 2022 | 18:00       | Нідерланди | 2:0     | Катар     | Група A    | 66 784           |
| 1 грудня 2022     | 22:00       | Коста-Рика | 2:4     | Німеччина | Група E    | 67 054           |
| 4 грудня 2022     | 22:00       | Англія     | 3:0     | Сенегал   | 1/8 фіналу | 65 985           |
| 10 грудня 2022    | 22:00       | Англія     | 1:2     | Франція   | 1/4 фіналу | 68 895           |
| 14 грудня 2022    | 22:00       | Франція    | 2:0     | Марокко   | 1/2 фіналу | 68 294           |